# 2. Armee (Ungarn)

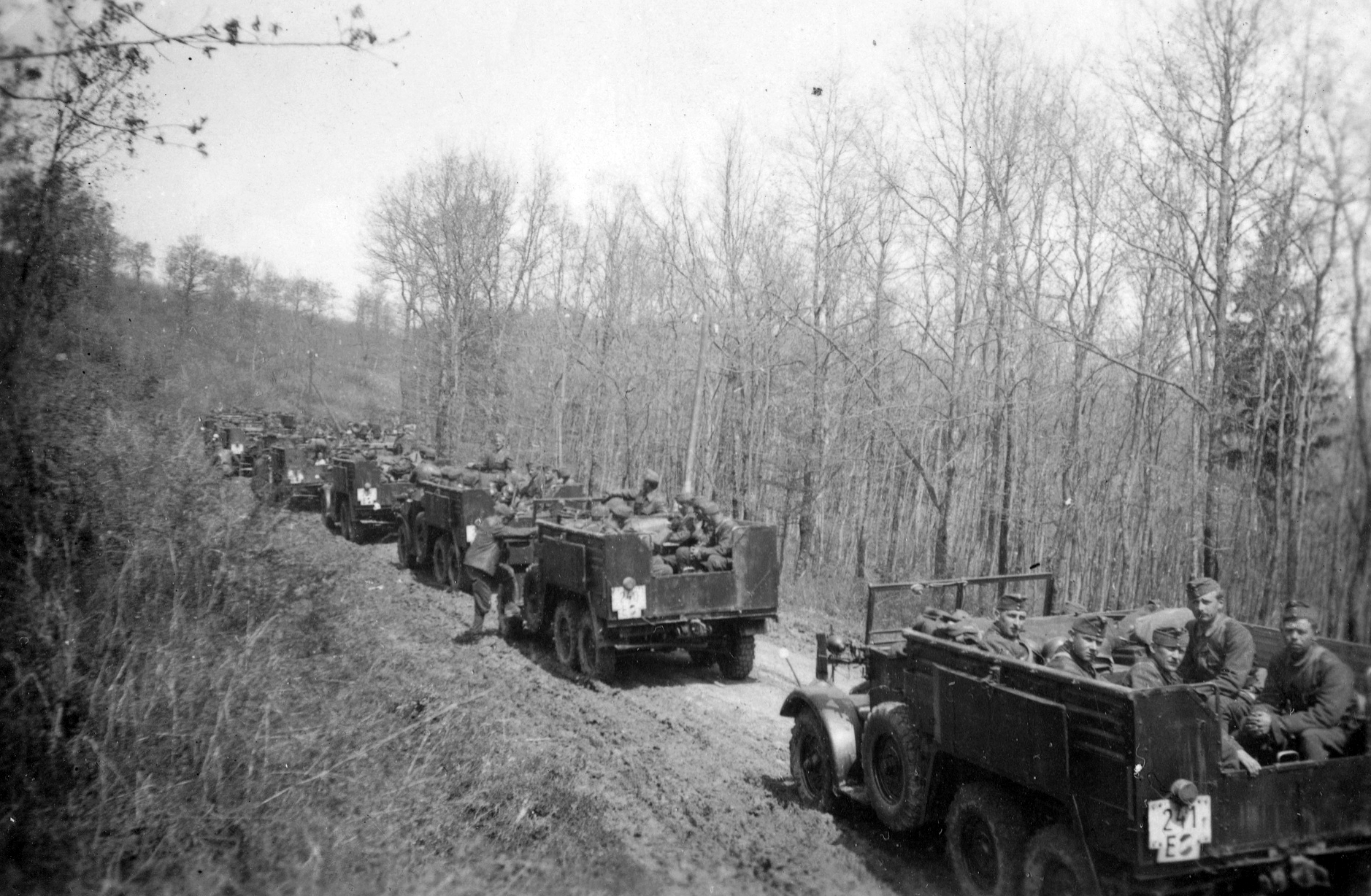
Ungarische Krupp Kfz. 70 1942

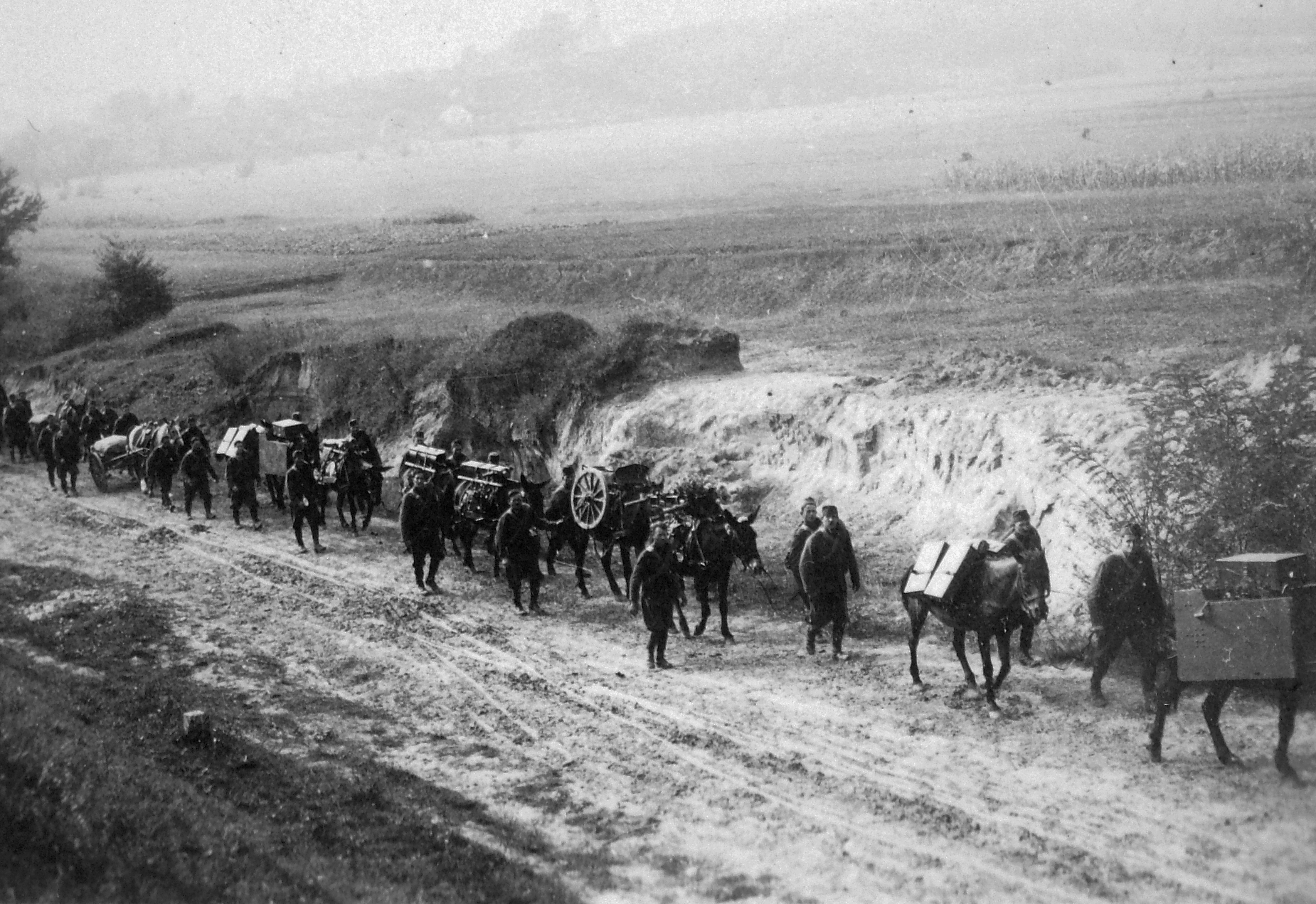
Ungarische Einheit auf dem Marsch 1942

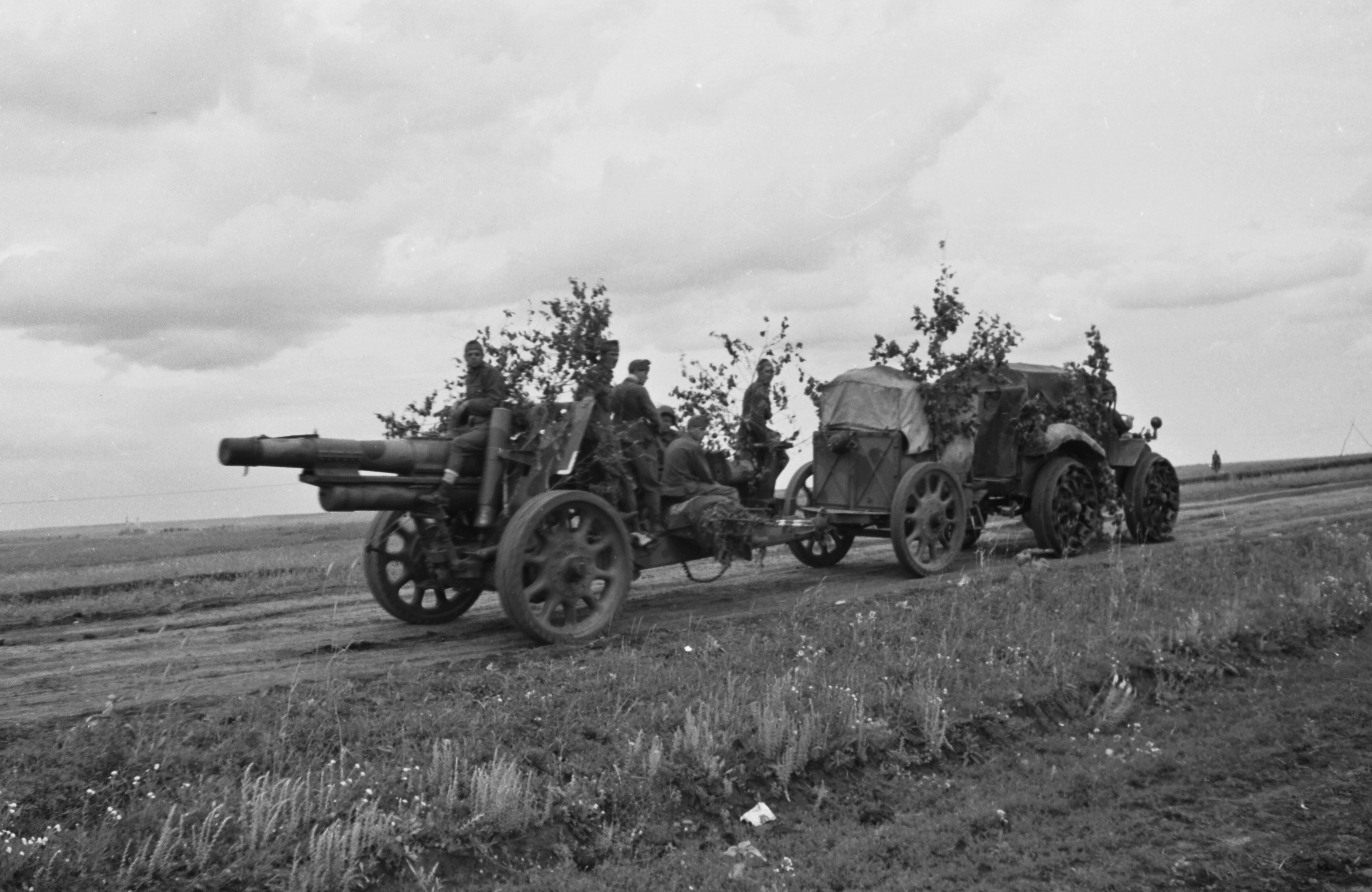
Ungarisches 15 cm 31M Howitzer-Geschütz 1942

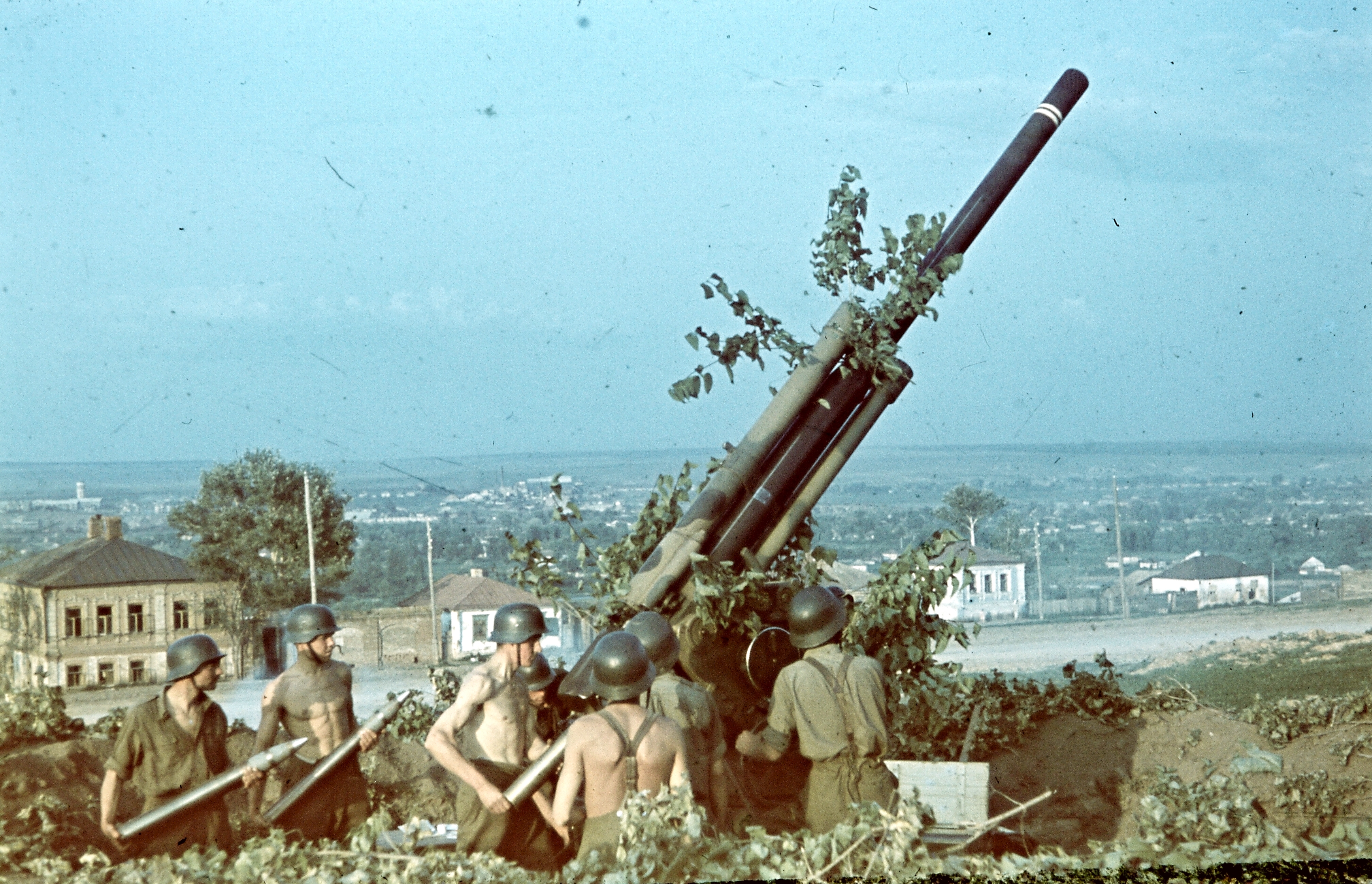
Ungarisches 29M Bofors 80mm Flugabwehr-Geschütz 1942

Die 2. Armee (ungarisch 2. magyar hadsereg) war ein Großverband der königlich ungarischen Streitkräfte während des Zweiten Weltkriegs. Der Verband wurde ab 1942 an der Ostfront eingesetzt und im Verlauf der sowjetischen Winteroffensive im Januar 1943 größtenteils vernichtet und im April 1943 vollständig aufgelöst. Im August 1944 erfolgte die erneute Aufstellung einer ungarischen 2. Armee, die nach schweren Verlusten am 1. Dezember 1944 aufgelöst wurde. 

## Geschichte

### Erste Aufstellung
Die 2. Armee war eine von drei ungarischen Armeen, die am 1. März 1940 neu aufgestellt wurden und unterstand dem Befehl von General  Gusztáv Jány. Ihren ersten Einsatz hatte die Armee bei der Besetzung des nördlichen Siebenbürgens nach dem Zweiten Wiener Schiedsspruch im September 1940.
Nach dem deutschen Überfall auf die Sowjetunion am 22. Juni 1941 äußerte das Dritte Reich den Wunsch einer militärischen Beteiligung seines ungarischen Bündnispartners. Einen passenden Kriegsgrund lieferten sowjetische Luftangriffe auf das ungarische Kassa  (heute Slowakei) und Munkács (heute Ukraine) am 26. Juni 1941. Am Folgetag erklärte die ungarische Regierung unter Reichsverweser Miklós Horthy der Sowjetunion den Krieg, beschränkte sich jedoch zunächst auf die Entsendung der aus zwei Armeekorps bestehenden Karpatengruppe. Nachdem sich Rumänien im Januar 1942 zur Ausweitung seines Truppenkontingents entschieden hatte, geriet auch das mit Rumänien traditionell konkurrierende Ungarn unter Druck, wollte es nicht die Gunst des Deutschen Reiches verlieren. Während eines Besuchs des deutschen Außenministers Joachim von Ribbentrop in Budapest, sagte die ungarische Regierung die Entsendung weiterer Truppenkontingente zu. Hierzu wurde die 2. Armee ausgewählt, die aus drei Armeekorps und einer Panzerdivision bestand und im April 1942 in den Raum Kursk verlegt wurde. Der Verband umfasste 200.000 Soldaten sowie zusätzlich etwa 35.000, später bis zu 50.000,  Zwangsarbeiter, zum großen Teil Juden, aber auch Angehörige anderer ethnischer Minderheiten sowie „politisch Unzuverlässige“, in sogenannten „Arbeitsbrigaden“ zugeteilt.

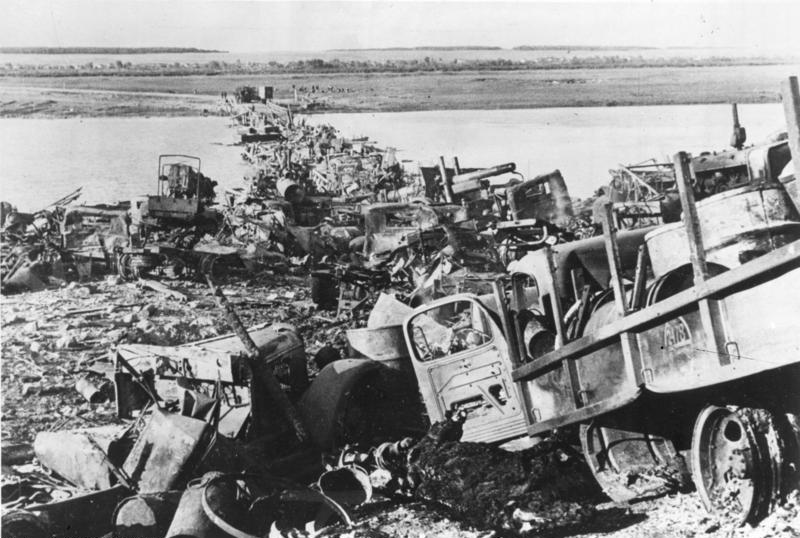
Vernichtete Ausrüstung der Roten Armee an einer Donbrücke Juli 1942

### Fronteinsatz 1942/43
Die ungarische 2. Armee wurde zunächst der Heeresgruppe  Süd unter Generalfeldmarschall Fedor von Bock unterstellt und nahm ab dem 28. Juni 1942 an der deutschen Sommeroffensive (Fall Blau) am Südabschnitt der Front teil. Während der Kämpfe im Raum Woronesch erreichten sie am 7. Juli den Fluss Don südlich der Stadt. Im Zuge einer Umgruppierung der Truppenverbände wurde die 2. Armee der Heeresgruppe B (GFM Maximilian von Weichs) zugeteilt, die Ende Juli 1942 den Angriff auf Stalingrad antrat (Unternehmen Fischreiher). Der Armee fiel demnach die Verteidigung der Flanke am Donufer auf einem 200 Kilometer breiten Frontabschnitt, zwischen der deutschen 2. Armee im Norden und der italienischen 8. Armee im Süden, zu. Verbände der Roten Armee hielten, als die Ungarn die Stellungen am Don übernahmen, noch Brückenköpfe u. a. bei Uryw und Schtschutschje, zwischen 30 und 100 Quadratkilometern groß. Im Juli/August versuchten die Ungarn mit deutscher Unterstützung, diese Brückenköpfe der Woronescher Front zu beseitigen und verloren dabei bis September 1942 etwa 30.000 Mann. 
Die Armee litt unter einem Mangel an schweren Waffen und dem schlechten Ausbildungszustand ihrer Soldaten. Insbesondere fehlten Panzerabwehrgeschütze (Pak) und es stand zu wenig Munition zur Verfügung. Selbst die Verpflegungslage war unzureichend. Ein paar deutsche Divisionen, die man anfänglich zur Unterstützung zwischen die ungarischen Divisionen eingeschoben hatte, wurden seit Ende November nacheinander abgezogen, da sie nach der Einkesselung der 6. Armee während der Schlacht von Stalingrad dringend woanders benötigt wurden. Im Dezember wurde wieder eine deutsche Division abgezogen. Jány drohte nun, seine Divisionen von der Front abziehen und in Richtung Heimat abmarschieren zu lassen. Nun wurde von deutscher Seite versprochen, Waffenhilfe mit der Lieferung von 250 Paks und 180 8,8-cm-Geschützen zu leisten, doch diese traf nie ein.
Nach der fast völligen Zerschlagung der beiden bei Stalingrad eingesetzten rumänischen Armeen in den Operationen Uranus und Saturn im November und Dezember 1942 wurde auch im Bereich der ungarischen 2. Armee ein Angriff der Roten Armee erwartet. Die Armee wurde daher vorsorglich durch deutsche Verbände verstärkt. Als Eingreifreserve für den Fall eines sowjetischen Durchbruchs stand nur das sogenannte Panzerkorps Cramer z. b. V. bereit. Es umfasste zwei deutsche Infanteriedivisionen, eine Panzergruppe und eine Sturmgeschützabteilung. Die beiden deutschen Infanteriedivisionen verfügten aber nicht über ihre volle Personalstärke. Die ungarische 1. Panzerdivision, die einzige Reserve der 2. Armee mit veralteten Panzern, wurde diesem Verband unterstellt. Die 1. Panzerdivision hatte ungarische 38M Toldi zur Aufklärung, Panzer 38(t), zehn Panzer IV/F2 und einige Panzer III. Jány dachte, er werde jetzt statt einer Division ein ganzes Korps als Reserve erhalten.
Am 12. Januar begann der Großangriff der Roten Armee (→ Operation Ostrogoschsk-Rossosch) aus dem Brückenkopf von Uryw. Der Angriff riss die Front des ungarischen IV. Armeekorps an mehreren Stellen auf. Die ungarischen Truppen konnten noch 24 Stunden die Front in etwa halten, ehe sie zurückwichen. Am 14. Januar traten die sowjetischen Truppen auch aus dem Brückenkopf Schtschutschje zum Angriff aufs ungarische VII. Armeekorps an. Anschließend wurde auch das am linken Flügel stehende ungarische III. Armeekorps angegriffen. Das schon am 12. Januar von Jány angeforderte Panzerkorps Cramer z. b. V. wurde verweigert. Über den Einsatz dieser Reserve bestimmte einzig und allein Adolf Hitler. Dieser Kampfverband war die einzige deutsche Reserve am Südabschnitt der deutschen Ostfront im Januar 1943. Der spätere Einsatz dieser deutschen Verbände konnte den Zusammenbruch der ungarischen Verbände nicht mehr verhindern.
Generalmajor Gyula Kovács sandte den ersten zusammenfassenden Situationsbericht nach Budapest. Der Stabschef der ungarischen 2. Armee meldete unter anderem: „... Kampfmoral der Armee ziemlich angeschlagen ... Materialmäßig sind wir fertig. Insgesamt sechs Geschütze wurden gerettet. Alles andere ist... liegengeblieben... Das Gros der Flak wie auch das der anderen Ausrüstungen sind verloren. Zahlreiche Verwundete konnten jedoch gerettet werden... Die gesamte Armee kommt zurück. Im Oskol-Tal haben sich bisher 17 000 Mann versammelt, die noch Gewehre besitzen. Ich kann nicht von Bataillonen sprechen, weil solche nicht mehr existieren. Wir können nur noch von einem großen Misthaufen sprechen!“
Drei Tage nach dem Beginn der Offensive waren große Teile der ungarischen Armee auf dem Rückzug. Nur einzelne abgeschnittene Verbände, die zusammen mit deutschen Verbänden einige Stützpunkte an der vordersten Front hielten, harrten noch in ihren Stellungen am Don aus. Wegen der sowjetischen Übermacht und des Mangels an Panzerabwehrwaffen konnte die Rote Armee nicht gestoppt werden. Weichs bat nun Hitler um die Erlaubnis, die Front der Ungarn auf die Linie des Aidar-Flusses zurückzunehmen. Hitler verweigerte dazu die Genehmigung. Als sich am 15. Januar sowjetische Panzer mit aufgesessener Infanterie Alexejewka, dem Sitz des ungarischen Armeeoberkommandos, näherten, versuchte das Bodenpersonal im benachbarten Ilowskoje auf einem Fliegerhorst der ungarischen Luftwaffe, allein mit Infanteriewaffen seine Stellungen zu halten, um einige Flugzeuge zu retten. Es drohte die Einkesselung von großen Teilen der ungarischen und der italienischen 8. Armee, welche südlich der Ungarn stationiert war.
Weichs schickte Generalmajor Hermann von Witzleben, Deutscher General beim ungarischen Armeeoberkommando 2, inoffiziell zu Jány. Witzleben sollte Jány bewegen, im Interesse seiner Armee den Rückzug auf eigene Verantwortung anzuordnen, ohne auf eine Genehmigung von Hitler zu warten, denn ein Rückzug widersprach Hitlers Anweisungen. Jány verlangte vom Oberkommando der Heeresgruppe B eine klare Anweisung, die Weichs ihm nicht geben wollte. Erst am 17. Januar gab das Oberkommando der Heeresgruppe B den ihm unterstellten ungarischen Armeen den Befehl, nach der Lage zu handeln. Jány ließ nun weitere kostbare Stunden verstreichen, bevor er den Rückzugsbefehl gab. Ein geordneter Rückzug seiner Truppen war nun bereits ausgeschlossen.

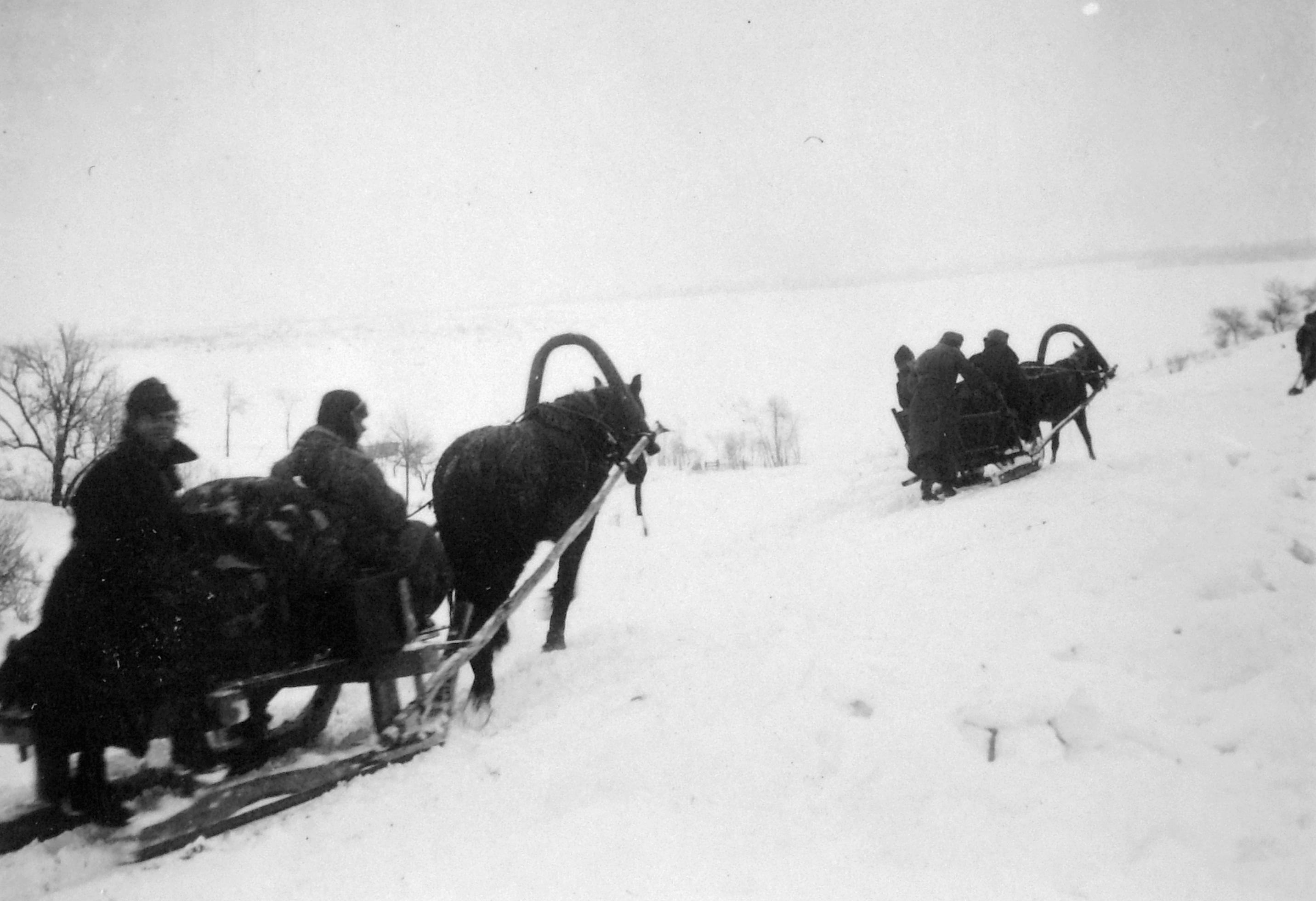
Ungarische Soldaten mit Pferdeschlitten im Winter 1942/43

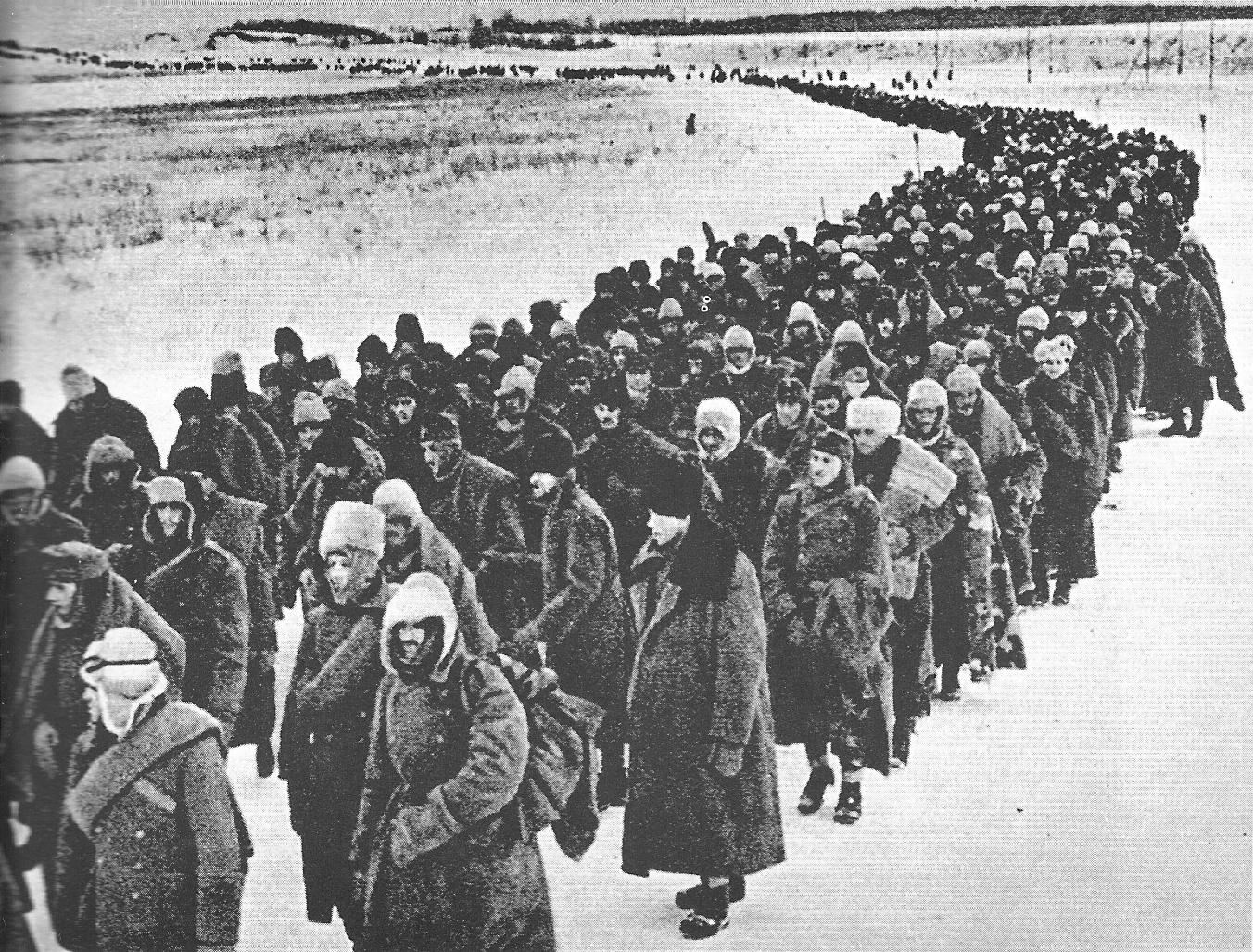
Gefangenenkolonne mit Soldaten der Achsenmächte (Anfang 1943)

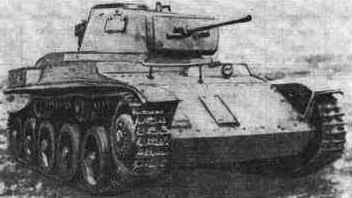
Zeichnung eines ungarischen Toldi-Panzers

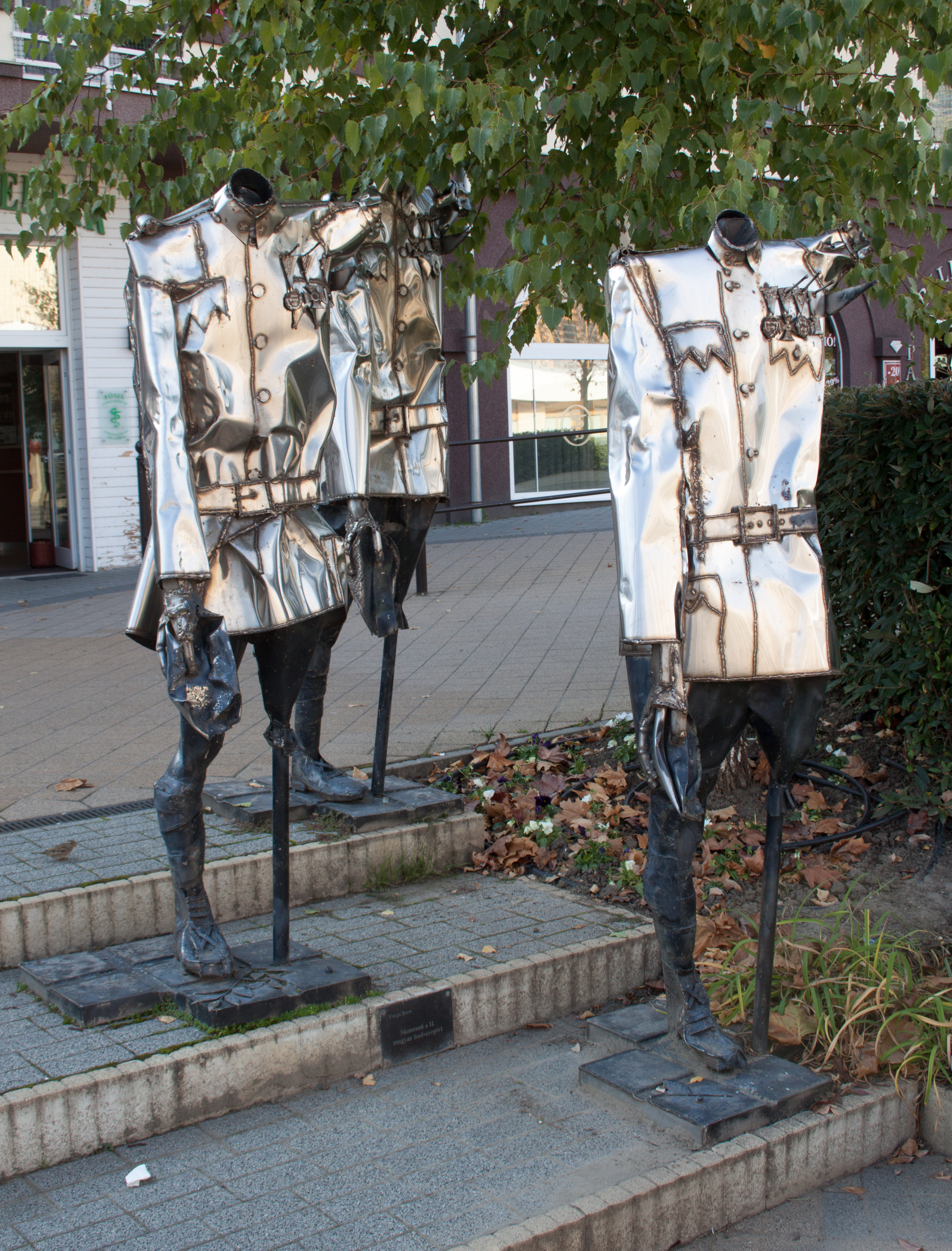
Denkmal für Gefallene der 2. Armee in Ungarn

Am 22. Januar wurde die Armee faktisch aufgelöst, die restlichen Truppen wurden dem deutschen Generalkommando z.b.V. Cramer unterstellt. Nur das ungarische III. Armeekorps unter dem Kommando von Feldmarschallleutnant (Altábornagy) Marcel Stomm hielt bis zum 26. Januar seine Stellungen am Don und sicherte die Südflanke der deutschen Korpsgruppe Siebert unter dem Kommando von Generalleutnant Friedrich Siebert. So wurde für die Wehrmacht ein planmäßiger Rückzug aus Woronesch möglich. Der Kommandeur Stomm versuchte dann einen Durchbruch nach Westen. Am 1. Februar löste Stomm sein Armeekorps auf und stellte es Soldaten und Offizieren frei, „nach der Lage“ zu handeln. Stomm und sein engerer Stab kamen in sowjetische Kriegsgefangenschaft. Nur wenigen der Soldaten des III. Armeekorps gelang es, den sowjetischen Kessel zu durchbrechen und die deutschen Auffanglinien zu erreichen. Nach unvollständigen Angaben hat das III. Armeekorps über siebzig Prozent seines ursprünglichen Bestandes an Truppen und Material verloren.
Die Reste der 2. Armee sammelten sich etwa 100 km westlich des Don. Bis zum 3. März waren 2913 Offiziere und 61.116 Unteroffiziere und Mannschaften eingetroffen. Nur 17.000 Soldaten kamen mit Gewehren an, der Rest war unbewaffnet. Die Mehrheit verwundet oder mit Erfrierungen. Die meisten kamen erst Anfang Februar an und legte zu 300 km zu Fuß zurück. Eine größere Einheit als eine Kompanie kehrte nicht zurück. Die ganze Armee hatte noch 6 Geschütze übrig. 
Von den anfänglich 200.000 ungarischen Soldaten und 50.000 Zwangsarbeitern in den „Arbeitsbrigaden“ fielen bei den Kämpfen im Januar 1943 herum ungefähr 100.000, weitere 35.000 wurden verwundet und 60.000 gerieten in Gefangenschaft. Nur 40.000 Soldaten kehrten später aus der Gefangenschaft nach Ungarn zurück. Diese Verluste waren die höchsten Verluste die eine ungarische Armee jemals in einer einzelnen Schlacht hinnehmen musste. Die letzten Soldaten der 2. Armee kehrten erst 1955 aus sowjetischer Kriegsgefangenschaft in die Heimat zurück.
Die ungarische 2. Armee verlor in der Winterschlacht im Januar 1943 neben den Personalverlusten alle 113 Panzer, 460 Panzerabwehrgeschütze und auch 110 000 Gewehre. Fast 70 von 90 Flugzeugen der zugeordneten ungarischen Fliegerbrigade gingen verloren. Da die 2. Armee nicht als Kampfverband einsetzbar war, wurde sie im April 1943 aufgelöst und die verbliebenen Soldaten in die Heimat gebracht oder nur noch als Besatzungstruppen im Hinterland eingesetzt.
Hitler soll die ungarischen Verluste abschätzig kommentiert haben. Dieses militärische Debakel am Don wird auch als das »ungarische Stalingrad« oder als der »schwärzeste Tag in der Geschichte der ungarischen Armee« bezeichnet. Die Vernichtung der ungarischen 2. Armee am Don im Januar 1943 wird in Ungarn heute als die größte militärische Niederlage ungarischer Truppen seit den Türkenkriegen bewertet.
In Ungarn wurde der Untergang der 2. Armee totgeschwiegen. Über das Schicksal der 2. Armee in Russland wurde in Ungarn kaum etwas berichtet. Nach 1945 wurde der Untergang der 2. Armee weiter totgeschwiegen, da sie gegen die Rote Armee gekämpft hatte. Der Kommandeur Jány wurde 1947 hingerichtet. Nach Ende der kommunistischen Regierungen in Ungarn setzte eine Erinnerung an die 2. Armee ein.

### Zweite Aufstellung
Im August 1944 wurde zur Verteidigung Ungarns erneut eine 2. Armee unter Generalleutnant Veress aufgestellt. Die 2. Armee marschierte am 5. September zwischen Cluj-Napoca und Târgu Mureș zum Schutz von Siebenbürgen auf. Ab 13. September begann sie nach Erreichen des nördlichen Ufers des Flusses Maros mit Gegenangriffen gegen die Truppen der 2. Ukrainischen Front. Deutsche Gegenangriffe hatten bereits ab 12. September vor allem bei Temešvár begonnen. Ab dem 15. September versuchten ungarische und deutsche Verbände auch die bei Torda (Thorenburg) durchgebrochene sowjetische 6. Garde-Panzerarmee aufzuhalten. Die sowjetischen Truppen brachen ab 26. September an mehreren Frontabschnitten durch, so dass Siebenbürgen weitgehend kampflos aufgegeben werden musste.
Während der Debrecener Operation vom 6. bis zum 27./28. Oktober versuchte Marschall Malinowski die Front der Armeegruppe Fretter-Pico (ungarische 2. und deutsche 6. Armee) aufzureißen. Die mechanisierten Kavalleriegruppen Plijew und Gorschkow versuchten vergeblich über Debrecen nach Norden zur Theiß durchzubrechen. Die ungarische 2. Armee erlitt aber so schwere Verluste, dass sie nach Transdanubien verlegt werden musste. Nach den bei der Apatin-Kaposvarer Operation erlittenen Verlusten wurde die 2. Armee am 1. Dezember 1944 aufgelöst und die ihr unterstellten Verbände an die ungarische 3. Armee übertragen.

## Oberbefehlshaber
- General Gusztáv Jány
- General Géza Lakatos
- General Lajos Veress von Dálnoki
- General Jenő Major

## Gliederung
Sommer 1942
- 2. Armee
  - III. Korps
    - 6. Division
    - 7. Division
    - 9. Division

  - IV. Korps
    - 10. Division
    - 12. Division
    - 13. Division

  - VII. Korps
    - 19. Division
    - 20. Division
    - 23. Division

  - 1. Panzerdivision